# Franciszek Rawita-Gawroński
Franciszek Rawita-Gawroński (ur. 4 listopada 1846 w Stepaszkach nad Bohem, zm. 16 kwietnia 1930 w Józefowie) – polski historyk amator (badacz dziejów wschodnich ziem dawnej Rzeczypospolitej), powieściopisarz, publicysta, powstaniec styczniowy, członek honorowy Towarzystwa Muzeum Narodowego Polskiego w Rapperswilu od 1900 roku.

## Życiorys
Pochodził z polskiej rodziny szlacheckiej, edukację rozpoczął w szkole w Winnicy, od 1855 uczył się w II Gimnazjum w Kijowie. Podczas powstania styczniowego, w czerwcu 1863 został aresztowany i uwięziony w kijowskiej cytadeli. Po pobytach w różnych więzieniach, w grudniu 1864 został zwolniony. Postanowił wyjechać na zachód, nie uzyskując od władz paszportu zrobił to nielegalnie w czerwcu 1866 i przybył do Lwowa. Tutaj początkowo opiekę znalazł ze strony niezlikwidowanych polskich organizacji powstańczych. Do 1867 pracował w majątku hrabiego Dzieduszyckiego w Niesłuchowie i zapisał się na studia w Szkole Rolniczej w Dublanach. Wówczas ujawniły się jego zdolności literackie, co znalazło wyraz w utworze poetyckim opublikowanym na łamach lwowskiego „Dziennika Literackiego”.
Studia zakończył w 1871 i powrócił do Kijowa. W 1872 na polecenie wuja Feliksa Szostakowskiego został skierowany na praktykę rolniczą do majątku hrabiego Władysława Branickiego, którą odbywał do 1873. W latach 1873–1874 współpracował z warszawskim „Tygodnikiem Rolniczym”, oraz z „Gazetą Rolniczą”. W latach 1876–1878 odbył podróż po Europie, po której powrócił na Ukrainę i zajął się zagadnieniami uprawy buraka cukrowego. Zaowocowało to pracą pt. Podręcznik praktyczny o plantacji buraków cukrowych (I wydanie – Poznań 1882, II wydanie – Lwów 1897), za którą uzyskał pierwszą nagrodę Centralnego Towarzystwa Gospodarczego dla Wielkiego Księstwa Poznańskiego. W późniejszym okresie był autorem kilku kolejnych prac z dziedziny rolnictwa, ale jak sam wspominał: „zawód rolnika nie odpowiadał memu temperamentowi, ani usposobieniu, ani wewnętrznym aspiracjom. Najmilej i najchętniej odrywałem się od pracy rolniczej i szukałem wypoczynku w umiłowanej przez siebie dziedzinie historycznej i literackiej”. W 1881 roku kontaktował się z Elizą Orzeszkową śląc jej swój zbiór literacki i prosząc o opinie na jego temat.
Pod koniec 1882 wyruszył w drugą podróż po Europie. Przebywał w Wiedniu, Monachium, Zurychu, a następnie zatrzymał się na dłużej w Genewie. Miasto to było wówczas ważnym ośrodkiem emigracji polskiej, Rawita-Gawroński zetknął się tutaj m.in. z: Zygmuntem Miłkowskim, Zygmuntem Balickim, Stanisławem Mendelsonem, Kazimierzem Dłuskim, Witoldem Piekarskim, Ludwikiem Straszewiczem, Erazmem Kobylańskim, Stanisławem Waryńskim (bratem Ludwika Waryńskiego), Bolesławem Limanowskim, czy Ignacym Radlińskim. Kolejnym przystankiem przed powrotem na ziemie ojczyste stał się Paryż, Genua, Mediolan i Wenecja. Do Kijowa powrócił w 1884, nawiązał tutaj kontakt z fotografem i poetą Włodzimierzem Wysockim i etnografem Czesławem Neymanem.
W czerwcu 1884 powtórnie wyjechał do Szwajcarii, gdzie poznał swoją przyszłą żonę Antoninę, zaręczył się i wziął ślub (jednym ze świadków był Bolesław Limanowski). Po ślubie Gawrońscy wyjechali do Lwowa z zamiarem stałego zamieszkania. Franciszek publikował wówczas w „Gazecie Narodowej”, której ówczesnym redaktorem był Jan Dobrzański, w „Prawdzie” (redaktor Aleksander Świętochowski) i w „Przeglądzie Tygodniowym” (redaktor Adam Wiślicki).
W latach 1886–1892 Gawrońscy mieszkali w Warszawie. Franciszek poznał tutaj wybitnych przedstawicieli świata polskiej literatury i publicystyki: Bolesława Prusa, Elizę Orzeszkową, Adolfa Dygasińskiego, Marię Konopnicką, Jana Ludwika Popławskiego, Henryka Sienkiewicza i Stefana Żeromskiego. Zaprzyjaźnił się także ze znanymi ludźmi pochodzącymi z polskim ziem kresowych: etnografem i językoznawcą Janem Aleksandrem Karłowiczem, poetą i pisarzem Kazimierzem Glińskim, nauczycielem i poetą Janem Nitowskim, literatem i bibliografem Aleksandrem Bolesławem Brzostowskim, malarzem Ludomirem Szpadkowskim, adwokatem Antonim Pileckim, poetą i adwokatem Kazimierzem Julianem Jasińskim, rysownikiem i ilustratorem Michałem Elwiro Andriollim, powstańcem styczniowym i pamiętnikarzem Augustem Iwańskim, slawistą i orientalistą Janem Grzegorzewskim.
W 1892 Gawrońscy zamieszkali ponownie we Lwowie, kolejno: przy ulicy św. Marka 10, w domu Adama Sapiehy przy ul. Ossolińskich 11 (naprzeciw Ossolineum), potem we własnej jednopiętrowej kamienicy przy ul. Lelewela 10, a następnie w większej kamienicy przy ul. Gołębiej 4. W tym ostatnim mieszkaniu powstał salonik literacko-naukowy, w którym Gawrońscy podejmowali takich znanych gości jak m.in.: Antoniego Małeckiego, Romana Pilata, Adama Krechowieckiego, Ludwika Finkla, Kazimierza Twardowskiego, Rudolfa Zubera, Zygmunta Wasilewskiego, Piotra Chmielowskiego, Jana Kasprowicza, Władysława Bełzę, Stanisława Kazimierza Ostrowskiego, Władysława Studnickiego, Szymona Askenazego, Jana Ludwika Popławskiego, Józefa Hłasko, Jana Gnatowskiego.
W 1893 był inicjatorem powołania Związku Naukowo-Literackiego we Lwowie, został jego wiceprezesem, a prezesurę oddał Stanisławowi Kłobukowskiemu. W okresie funkcjonowania Związku Gawroński wycofał się ze zrzeszenia argumentując to słowami, że decydująca rolę zaczęły w nim odgrywać "pierwiastki zbyt niekiedy radykalne".
W 1894 Rawita-Gawroński zakupił ziemię w Brzuchowicach pod Lwowem i wybudował tam małą willę, kilka miesięcy potem (po przeprowadzce do Przemyśla, czteroletniej – do 1898) ten skromny majątek został przez właściciela sprzedany, a za uzyskane pieniądze Franciszek zakupił gospodarstwo we wsi Tarnawa pod Dobromilem. Wioskę tą zamieszkiwała w większości społeczność ukraińska, od której Rawita-Gawroński doświadczył pierwszych animozji. Próbował od odwdzięczyć się miejscowemu duchownemu greckokatolickiemu (we wsi nie było kościoła rzymskokatolickiego) za dach nad głową podczas budowy własnego domu, prezentem dla duchownego miał być zamówiony przez Rawitę obraz św. Mikołaja do nowo budowanej cerkwi. Jednak ksiądz podarunku nie przyjął, a argumentem było to, że to „polski Mikołaj”, a dar ma charakter „lacki”.
W 1901 nabył mały folwark pod Lwowem w Łozinie, którego właścicielem był do 1911. Powodem sprzedaży był gniewny stosunek miejscowej ludności ukraińskiej do osoby Rawity-Gawrońskiego, a bezpośrednią okolicznością naruszenie czynności narządu ciała Rawity poprzez uderzenie go w głowę kamieniem przez jednego z miejscowych chłopów, który w późniejszym postępowaniu sądowym został uniewinniony. Pośrednią przyczyną była także choroba (gruźlica) syna Andrzeja.
W 1911 Franciszek zakupił dwie kamienice we Lwowie: przy ulicy Kochanowskiego 81 i ul. 29 Listopada 15, w której zamieszkała rodzina. W 1913 Gawrońscy przeprowadzili się do Krakowa, a w latach 1914–1917 mieszkali w Zakopanem. Kolejnym przystankiem dla rodziny Gawrońskich stała się Wisła; Franciszek zainwestował tutaj w kilka willi kapitał uzyskany ze sprzedaży kamienic we Lwowie.
Był współorganizatorem Towarzystwa Ludoznawczego założonego we Lwowie i działaczem m.in. tajnej Ligi Narodowej. Od 1900 był członkiem korespondentem Towarzystwa Muzeum Polskiego w Rapperswilu (dwa lata później wszedł w skład Rady Muzeum), a latach 1901–1907 był wiceprezesem Towarzystwa Dziennikarzy Polskich. Na 27 czerwca 1909 zaplanowano w Łozinie uroczystość jego 40-lecia pracy pisarskiej. W 1909 roku został wybrany na prezesa Związku Dziennikarzy Polskich (związek obejmował obszar wszystkich trzech zaborów). Rawita był także członkiem Towarzystwa Miłośników Przeszłości Lwowa. Od 1910 wydawcą kwartalnika Ruś (przy dużej pomocy Heleny Polaczkównej), poświęconego historii tej krainy i polsko-ruskim stosunkom. Rawita wspominał, że pobudką do powstania pisma była „potrzeba obrony naszych dziejów przed oszczerstwami i fałszami, jakimi je obrzucali rozwydrzeni historycy ruscy, nafabrykowani przez Mychajła Hruszewskiego, profesora uniwersytetu we Lwowie”. Wysunął także pomysł stworzenia Towarzystwa Historycznego Badania Dziejów Rusi, ale ze względu na braku zainteresowania nie doszło do jego powołania. W 1912 redagował także pismo wileńskie „Litwa i Ruś”.
Ostatnie lata życia (1920–1930) spędził w Józefowie koło Warszawy, gdzie zmarł 16 kwietnia i został pochowany na miejscowym cmentarzu. Ostatnie namaszczenie otrzymał od księdza prof. Józefa Bromskiego, a mowę pożegnalną wygłosili prof. Ludwik Kolankowski i Jan Kazimierz Król. Z małżeństwa z Antoniną z Miłkowskich Rawita-Gawroński miał trzech synów: Andrzeja – językoznawcę, filozofa, dziennikarza i publicystę zajmującego się problematyką orientalistyczną, Zygmunta – radcę ambasady Polski w Berlinie i Jerzego, oraz córkę, pisarkę Zofię Kozarynową.
Przed śmiercią (w sierpniu 1926) przekazał Muzeum Narodowemu zbiór swoich książek i rękopisów.

## Działalność literacka
Franciszek Rawita-Gawroński jest autorem wielu powieści, prac historycznych (głównie o tematyce kresowej) oraz licznych biografii. Szczególne miejsce poświęcił dla dziejów ziem wschodnich dawnej Rzeczypospolitej, zwłaszcza Kozaczyźnie i Rusi.
Twórczości literackiej zaczął się konsekwentnie poświęcać od początku lat '80 XIX w. Przebywając w Szwajcarii napisał m.in. powieść Na krasnym dworze (o pobycie króla Bolesława Śmiałego w Kijowie), w 1884 napisał we Lwowie powieść Dwie drogi (czasy powstania styczniowego) (wydana została dwa lata później), w 1886 ukończył Na kresach ukrainnych (o buncie hajdamackim), a rok później – Pan hetman Mazepa.
Obfitym czasem w dzieła był okres warszawski. Rawita-Gawroński wydaje kolejno: powieść Poszukiwacze szczęścia (krytyczne spojrzenia na ruch socjalistyczny), Złotobrody Emir (tematyka ukraińska, wydarzenia poprzedzające powstanie listopadowe), Obca krew (o relacjach polsko-rosyjskich, opublikowana w częściach na łamach „Gazety Lwowskiej”), dramat Trzeci Maja (wydany z okazji setnej rocznicy konstytucji). W tym czasie był autorem także wielu nowel i innych drobniejszych utworów, a także zaczął publikować pierwsze teksty z zakresu historii, zajmując się osadnictwem i życiem drobnej szlachty na Polesiu Kijowskim w XV–XVIII w. (Przyczynek do kolonizacji i historii Polesia kijowskiego, Z życia szlachty okolicznej Polesia Kijowskiego od XV do XVIII wieku), oraz wygasłym rodem książąt Połowców Rożynowskich (Losy wielkiej fortuny na kresach ukrainnych).
Tom I monografii Rawity-Gawrońskiego o Chmielnickim został odznaczony nagrodą krakowskiej Akademii Umiejętności. Piśmiennictwo Rawity było natomiast krytycznie oceniane przez ukraińskie środowisko historyczne.
Gawroński był także tłumaczem literatury rosyjskiej. Był pierwszym polskim tłumaczem Obłomowa Iwana Gonczarowa.

## Poglądy
Franciszek Rawita-Gawroński przez całe swoje dorosłe życie działał w różnych organizacjach i stowarzyszeniach. Łączyły go także w różnych okresach więzi z działaczami Narodowej Demokracji, zarówno aktywne, jak i bierne. W 1902 czynnie uczestniczył w Komitecie Wiecu Narodowego. W okresie krakowskim nie należał do żadnych organizacji. W 1912 r. został (na zaproszenie) członkiem Komitetu Obywatelskiego, a w 1914 Centralnego Komitetu Obywatelskiego w którym dominowali konserwatyści i endecy. W obu tych organizacjach jego działalność była marginalna. Sam Roman Dmowski pisał o Rawicie w następujących słowach: „Franciszek jest zupełnie odmiennym typem człowieka niż nasi: może jest zanadto drażliwy i zanadto podejrzliwy, jak na nasze wewnętrzne stosunki”. Córka Rawity, Zofia Kozarynowa z kolei w swoich wspomnieniach pisała, że także Rawita w stosunku do lidera endecji: „nie miał (...) sympatii”.
Przed Wielką Wojną występował z pozycji obrońcy polskiego stanu posiadania na ziemiach dawnej Rusi, jednocześnie zdawał sobie sprawę, że ślepa walka o utrzymanie tego co pozostało z dawnej polskiej spuścizny na tych terenach jest bezcelowa. Mimo, to pokładał nadzieję w ukierunkowanie rozwoju Ukrainy (przez którą rozumiał zgodnie z przedwojenną nomenklaturą głównie gubernię kijowską) na Polskę. Jednocześnie podkreślał, że w jego ujęciu nazwa „Ukraina” nie oznacza żadnego pojęcia etnograficznego; sam siebie nazywał czasami „Ukraińcem”, wywodząc swoją „ukraińskość” nie od narodowości ukraińskiej, która według niego nigdy nie istniała, ale od terytorium zamieszkania („na Ukrainie”). Tak interpretując pojęcie „Ukrainy” stanowczo sprzeciwiał się wylansowanej przez ukraińskiego historyka Mychajło Hruszewskiego zasady „Ruś-Ukraina”, która pozwala na zastępowanie terminu „Ruś” słowem „Ukraina”, a tym samym pozwalała cofać historię „Ukrainy” (a obecnie całego narodu ukraińskiego) do początków historycznej Rusi. Franciszek Rawita-Gawroński nazywał terminologię wprowadzoną przez Hruszewskiego szowinistycznym wybrykiem, twierdził, iż jest to pewnego rodzaju licentia poetica wbrew historii, prawdzie i logice, która nie miała ze sobą innego poparcia oprócz względów politycznych. Wolno wprawdzie każdemu narodowi, względnie ludności kraj zamieszkany przez siebie nazywać według upodobania lub posługiwać się nazwą obcą, ale ta nazwa nie może utożsamiać się z narodowością, jeżeli nie ma etnograficznego uzasadnienia. W innym miejscu pisał przewidująco, że wyraz Ukraina reprezentuje dziś nie jedność etnograficzną, lecz kierunek polityczny i anarchię polityczną w imię przedwczesnych i nieokreślonych ideałów skrajnego nacjonalizmu.
Początkowo był ustosunkowany do społeczności ukraińskiej neutralnie, pozycja ta uległa zmianie, gdy powstała i zaczęła się dynamicznie rozwijać ukraińska świadomość narodowa, a tym samym ewentualne zagrożenie ze strony tego ruchu dla polskości i jej pozycji dominującej w sferze polityczno-społeczno-kulturowej. Kolejne zmiany w światopoglądzie Gawrońskiego nadeszły wraz z przyznaniem (decyzją Rady Ambasadorów) Galicji Wschodniej Polsce. Zwrócił się on wówczas ponownie w stronę mniejszości ukraińskiej, postulując m.in. ich udział w pracach komisji sejmowych dotyczących drażliwych spraw w stosunkach obustronnych, czy też zaspokojenie innych potrzeb tej społeczności.
W kwestiach religijnych opowiadał się za otoczeniem Kościoła rzymskokatolickiego większą opieką, poszanowaniu „wschodniego wyznania ludności wiejskiej” i powstaniu w Polsce autokefalicznego Kościoła prawosławnego. Krytycznie natomiast oceniał aktywność Kościoła greckokatolickiego i metropolity Andrzeja Szeptyckiego zarzucając mu, że poprzez swoją działalność podburza mniejszość ukraińską przeciw Polakom.

## Wybrana twórczość
Franciszek Rawita-Gawroński jest autorem następujących wybranych prac:
- Skarbczyk polski (Poznań 1895) (wraz z Marią Ilnicką)[10]
- Ustrój państwowo-społeczny Rusi w XI. i XIII wieku w zarysie (Lwów 1896)[11]
- Zoryan Dołęga Chodakowski, jego życie i praca (Lwów 1898)[12]
- Sadyk Pasza (Petersburg 1899)
- Studya i szkice historyczne (Lwów 1903)[13]
- Rok 1863 na Rusi (tom 1–2, Lwów 1902–1903)[14][15]
- Próba ugody z Rusią (Poselstwo Bieniowskiego) (Lwów 1907)[16]
- Bohdan Chmielnicki (t. 1–2, Lwów 1906–1909)[17][18]
- Konfederacya narodu polskiego 1876 r. (Lwów 1910)[19]
- Henryka Pustowójtówna (Lwów 1911)[20]
- Materyały do historii polskiej XIX w.
- Włodzimierz Antonowicz[21]
- Emil Ollivier (Lwów 1911)
- Andrzej Towiański i I. A. Ram (Lwów 1911)[22]
- Z różnych sfer (Lwów 1911)[23]
- Historya ruchów hajdamackich (w. XVIII) (Brody 1913)[24][25]

## Literatura, linki
- Eugeniusz Koko, Franciszek Rawita-Gawroński (1846–1930) wobec Ukrainy i jej przeszłości : studium archaizmu, Gdańsk 2006, Wyd. Uniwersytetu Gdańskiego, ISBN 83-7326-378-0
- Józef Mart Ojciec i synowie w: Linia Otwocka
- Prace Franciszka Rawity-Gawrońskiego w Polonie
- Prace Franciszka Rawity-Gawrońskiego w FBC
- Prace Franciszka Rawity-Gawrońskiego w google
- Prace Franciszka Rawity-Gawrońskiego w archive.org